# Henry Hurley
Henry Dennis Hurley (Doncaster, 28 dicembre 1965) è un ex rugbista a 15 irlandese, già pilone del Leinster e convocato alla Coppa del Mondo di rugby 1995 in Sudafrica.

## Biografia
Nativo di Doncaster, in Inghilterra, ma cresciuto nell'Old Wesley di Dublino, ebbe un breve periodo nel campionato inglese nelle file del Birmingham Moseley di Birmingham per poi tornare nel suo club originario.
A livello provinciale rappresentò il Leinster, venendo schierato a Milano nella prima partita in assoluto che la compagine irlandese disputò nell'allora Heineken Cup, mentre la sua carriera internazionale si limitò a due test match con la maglia dell'Irlanda, entrambi a Dublino: il primo contro Figi a fine 1995 e il secondo un anno più tardi contro Samoa Occidentali; ancora senza presenze era stato convocato nella rosa alla Coppa del Mondo di rugby 1995 senza tuttavia mai giocare.
Dopo il ritiro è divenuto insegnante a Wicklow, vicino a Dublino.